# Trashed, Lost & Strungout
Trashed, Lost & Strungout è un EP del gruppo melodic death metal finlandese Children of Bodom, pubblicato il 6 ottobre 2004. Dall'EP è stato tratto l'omonimo singolo.

## Tracce
CD
1. Trashed, Lost & Strungout - 4:02
2. Knuckleduster - 3:29
3. Bed of Nails (Alice Cooper cover) - 3:56
4. She Is Beautiful (Andrew W.K. cover) - 3:26

- Trashed, Lost & Strungout (video) - 4:00
- Trashed and Lost in Helsinki - Children of Bodom's Night Out (video) - 19:26

DVD
1. Trashed, Lost & Strungout (Video / 5.1 & Stereo) – 4:00
2. Knuckleduster (Audio / 5.1 & Stereo) – 3:28
3. Bed of Nails (Audio / Stereo - Alice Cooper cover) – 3:53
4. She Is Beautiful (Audio / Stereo - Andrew W.K. cover) – 3:24
5. Andrew W.K. Greets Children of Bodom (Video Footage from Japan / Stereo) – 3:33
6. Angels Don't Kill (Remix) (Audio / 5.1 & Stereo) – 5:12
7. Trashed and Lost in Helsinki (Video Footage of COB's Night Out / Stereo) – 19:15
8. Sixpounder (Video / 5.1 & Stereo) – 3:34
9. Downfall (live at Tuska Video 2003 / 5.1 & Stereo) – 5:44
10. Everytime I Die (live at Tuska Video 2003 / 5.1 & Stereo) – 4:36

## Formazione
- Alexi Laiho – voce, chitarra
- Roope Latvala – chitarra
- Janne Wirman – tastiera
- Henkka Seppälä – basso
- Jaska Raatikainen – batteria